# Änglatrumpeter
Änglatrumpeter (Brugmansia) är ett växtsläkte inom familjen potatisväxter med sex arter och en nyligen utdöd i det vilda. Släktet infogades tidigare i släktet spikklubbor (Datura) men kategoriseras idag som ett eget. De flesta arterna kommer ursprungligen från norra Sydamerika och tål inte frost. 
Änglatrumpeter är buskar eller små träd med stora, trattformiga, doftande blommor med kvarsittande foderblad. Frukterna är vedartade, klotformade till avlånga, tvårummiga, saknar taggar och spricker inte upp vid mognaden. Växten innehåller flera giftiga alkaloider, som Atropin, Skopolamin och Hyoscyamin.
Spikklubborna är närbesläktade, men är vanligen örter, har foderblad som faller av efter blomning och frukterna har fyra rum, är läderartade och har vanligen knölar eller taggar.

## Arter
Arter enligt Catalogue of Life:
- Gul änglatrumpet (Brugmansia aurea) (utdöd i det vilda)
- Liten änglatrumpet (Brugmansia arborea)
- Brugmansia candida
- Brugmansia ceratocaula
- Brugmansia cubensis
- Brugmansia flava
- Brugmansia insignis
- Brugmansia longifolia
- Brugmansia pittieri
- Röd änglatrumpet (Brugmansia sanguinea)
- Änglatrumpet (Brugmansia suaveolens)
- Rodnande änglatrumpet (Brugmansia versicolor)

Det finns även en mängd varieteter och hybrider som fått svenska trivialnamn, som gul änglabasun (B. × rubella), stor änglatrumpet (B. × insignis) och änglabasun (B. × candida)

## Bildgalleri

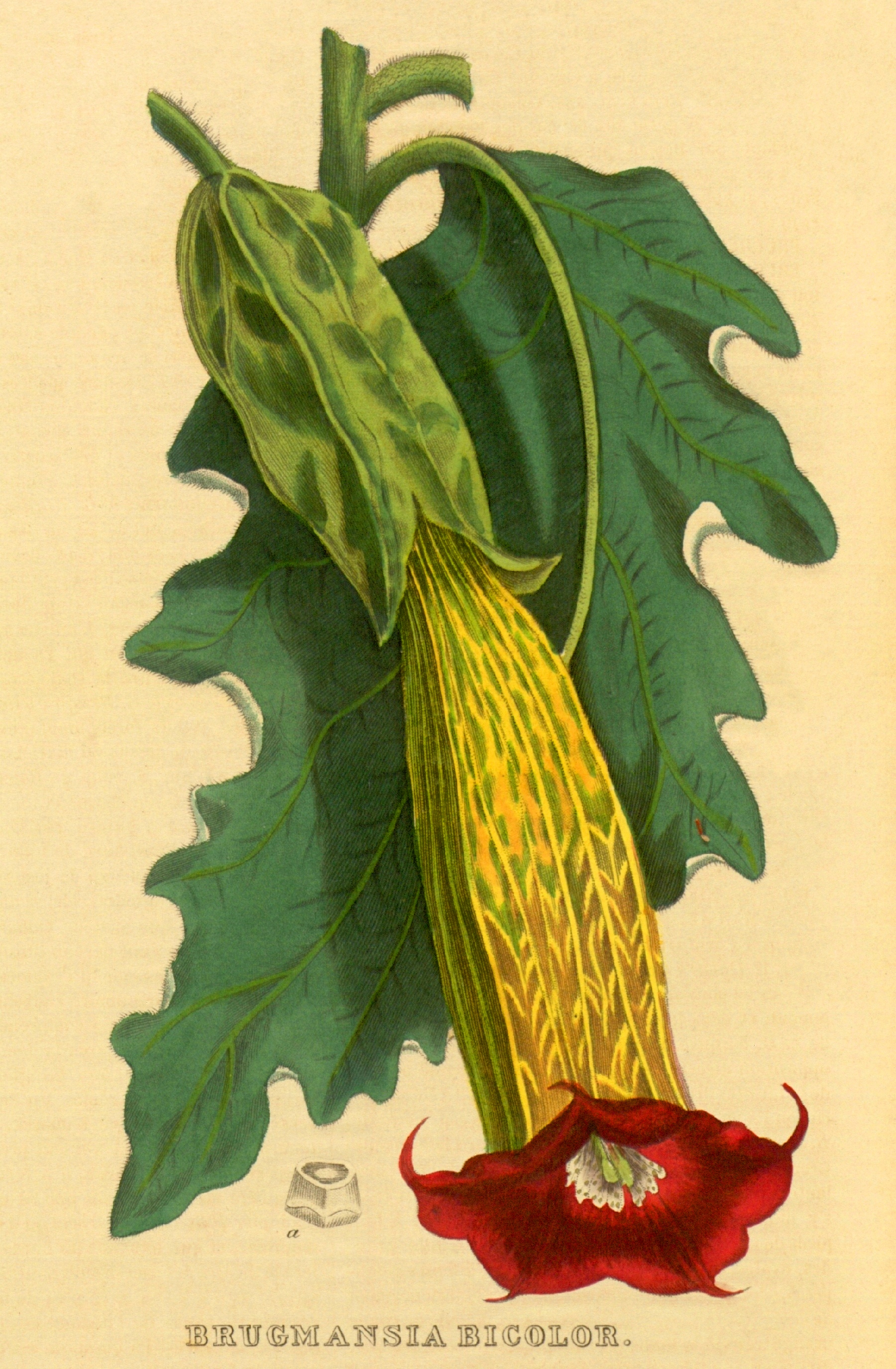
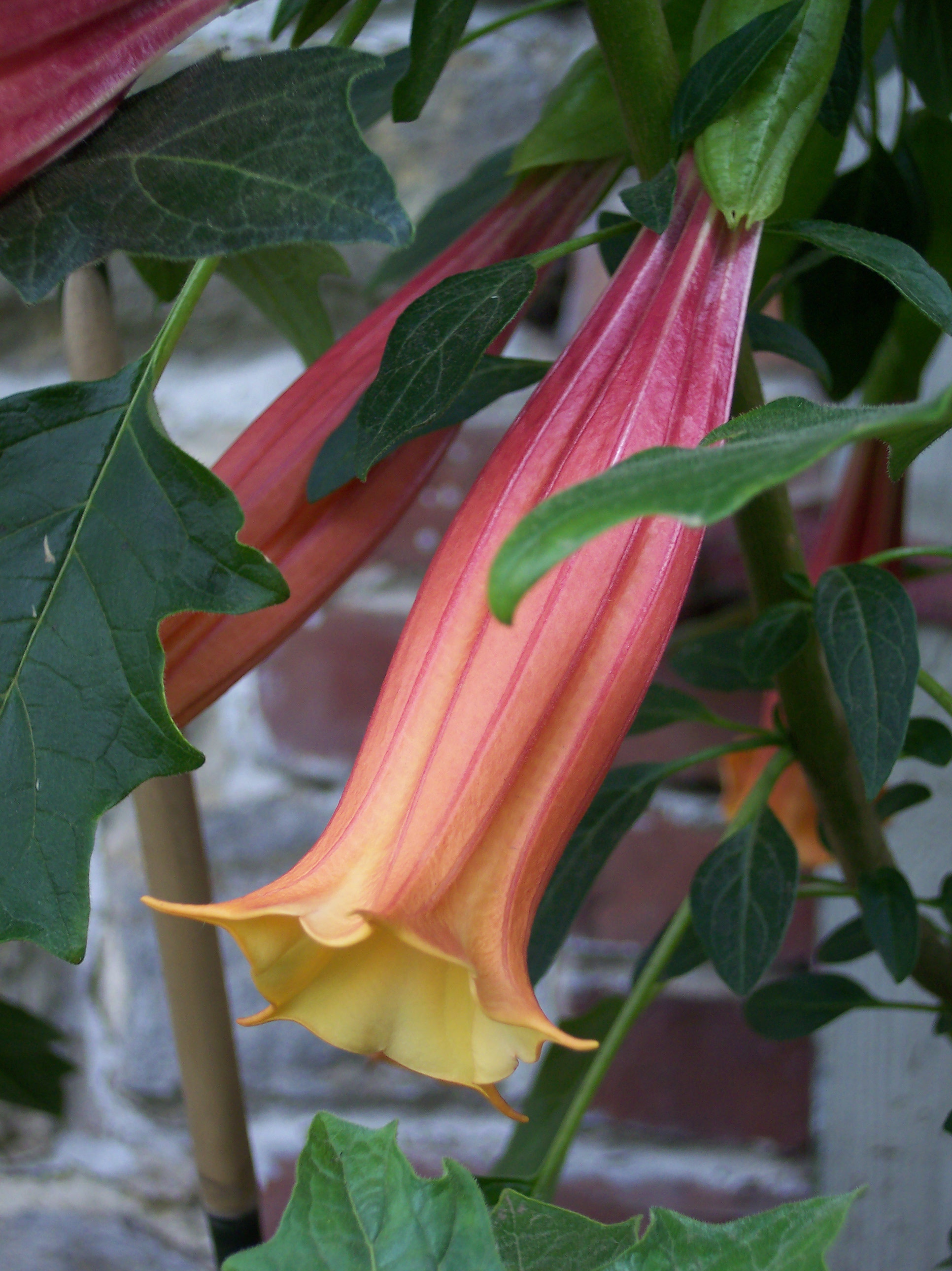
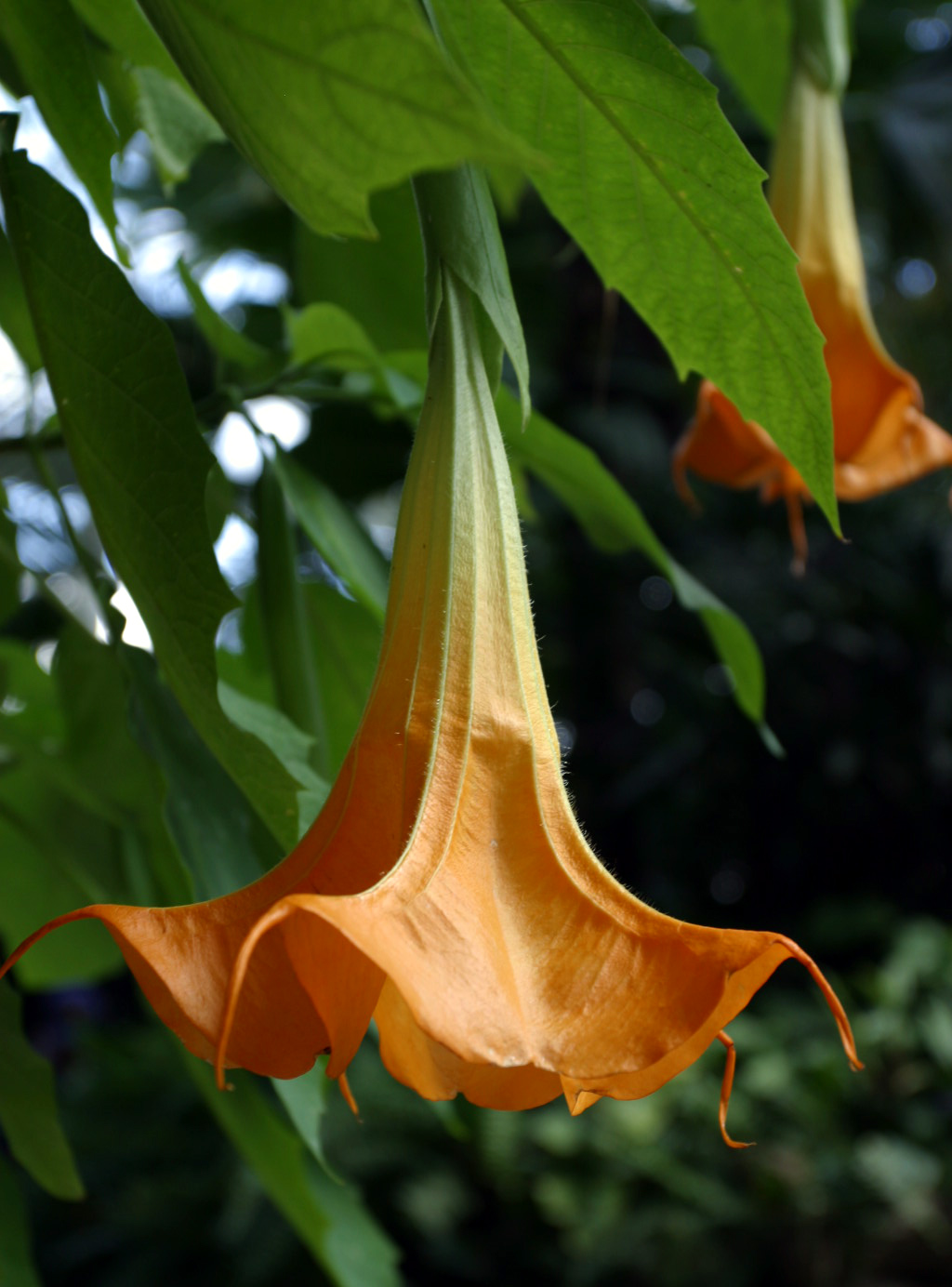